# Daniele Colli
Daniele Colli (Rho, 19 aprile 1982) è un ex ciclista su strada italiano, professionista dal 2005 al 2017.

## Carriera
Tra gli Juniores vince il campionato italiano in linea e a cronometro, correndo tra le file della Biringhello-Rimor. Dal 2001 al 2004 gareggia quindi tra i Dilettanti Under-23 con la divisa della Zalf-Désirée-Fior: nel 2003 fa suo il Giro del Canavese mentre nel 2004 vince il Gran Premio della Liberazione, classica romana riservata alla categoria, e il Trofeo Alcide De Gasperi.
Nel 2005 passa professionista con il team Liquigas-Bianchi; alla prima stagione da pro va vicino al successo classificandosi secondo nella tappa di Fleurier al Tour de Romandie e in quella di Zurzach al Tour de Suisse. Nel 2007 passa alla Ceramiche Panaria-Navigare. Nel 2008 rimane inizialmente senza ingaggio, fino al 2 giugno quando accetta l'offerta della squadra Continental ungherese P-Nívó-Betonexpressz 2000: proprio con questa formazione ottiene il primo successo da professionista, vincendo una tappa al Tour of Szeklerland in Romania.
Per la stagione 2009 raggiunge l'accordo con un altro team Continental, la Carmiooro-A-Style (quell'anno è terzo al Memorial Cimurri), poi nel 2010 corre per la Ceramica Flaminia. Al termine della stagione gli viene diagnosticato un tumore benigno al ginocchio. Si riprende e l'anno dopo, tra le file della spagnola Geox-TMC, è in evidenza al Brixia Tour, vincendo la classifica a punti dopo due secondi posti di tappa. Nel 2012 gareggia con il Team Type 1-Sanofi, formazione Professional Continental diretta da Massimo Podenzana.
Dopo essere stato lasciato senza contratto dalla squadra statunitense, torna alle corse nel luglio del 2013 con il team Vini Fantini-Selle Italia.

## Palmarès
- 2003

Giro del Canavese
Medaglia d'Oro Fiera di Sommacampagna
- 2004

Gran Premio della Liberazione
Trofeo Alcide De Gasperi
- 2008

4ª tappa Tour of Szeklerland (Miercurea Ciuc > Miercurea Ciuc)
- 2012

8ª tappa Österreich-Rundfahrt (Podersdorf am See > Vienna)
- 2015

2ª tappa Tour de Hokkaido (Biei > Biei)
4ª tappa Tour of China (Wuhan > Wuhan)
Classifica generale Tour of China

### Altri successi
- 2011

Classifica a punti Brixia Tour
- 2016

Classifica a punti Tour of Qinghai Lake

## Piazzamenti

### Grandi Giri
- Giro d'Italia

2014: ritirato (16ª tappa)
2015: non partito (7ª tappa)

### Classiche monumento
- Milano-Sanremo

2012: ritirato
2014: ritirato
- Giro delle Fiandre

2006: ritirato
- Parigi-Roubaix

2006: ritirato
- Giro di Lombardia

2007: 75º
2011: ritirato